# Adetus latericius
Adetus latericius är en skalbaggsart som beskrevs av Belon 1902. Adetus latericius ingår i släktet Adetus och familjen långhorningar. Inga underarter finns listade i Catalogue of Life.